# 漫湾水电站
漫湾水电站位于中国云南省临沧市云县与普洱市景东彝族自治县交界处的澜沧江干流，是云南省第一座百万千瓦级大型水电站，也是中国首座由中央和地方合资建设的大型水电工程。

## 建设
漫湾水电站的建设分为两期。一期工程总装机容量125万千瓦，于1986年5月1日正式开工建设，至1995年6月全部投产运行。二期工程安装1台30万千瓦发电机组，2004年3月开工，2007年5月投产发电。

## 概况
漫湾水电站拦河大坝为混凝土重力坝，坝顶高程1002米，最大坝高132米，坝顶长418米。一期厂房位于溢流坝坝后，二期在右岸新建了地下式厂房。电站水库正常蓄水位994米，死水位982米，校核洪水位999.4米，总库容9.2亿立方米。水库水面面积23.6平方千米，干流回水长71千米。